# Iron Sky
Iron Sky är en finsk science-fiction-film från 2012 från skaparna av Star Wreck. För regin står Timo Vuorensola som tillsammans med Michael Kalesniko även skrivit manus.

## Handling
När andra världskriget nalkades sitt slut 1945 gjorde nazisterna ett genombrott i antigravitationsforskning. Rymdskepp skickades till månens baksida ifrån Antarktis, där militärbasen Schwarze Sonne (Svart sol) upprättades. Nazisternas plan var att bygga en kraftig flotta där, så att de sedan kunde återvända för att erövra jorden. Filmen utspelar sig 2018, då nazisterna slutligen återvänder till jorden för att fullfölja planen.

## Produktion
Efter succén med Star Wreck: In the Pirkinning började filmteamet hitta på idéer till en ny film. Produktionen påbörjades tidigt 2006 och världspremiären hölls 4 april, 2012. Den hade dock visats på Berlins filmfestival tidigare.
Filmen blev mycket uppmärksammad då den till stora delar finansierats genom crowdfunding och på så vis satte rekord som största crowdfunding-projektet dittills i Europa.

## Rollista i urval
- Julia Dietze – Renate Richter
- Götz Otto – Klaus Adler
- Christopher Kirby – James Washington
- Tilo Prückner – Doktor Richter
- Udo Kier – Wolfgang Kortzfleisch
- Peta Sergeant – Vivian Wagner
- Aglaja Brix – kommendörkapten för Nazisterna
- Stephanie Paul – USA:s president (parodi på Sarah Palin)